# Serie GeForce FX
La serie GeForce FX o "GeForce 5" (nombre en código NV30) es una serie de unidades de procesamiento gráfico de Nvidia.

## Descripción general
La serie GeForce FX de Nvidia es la quinta generación de la línea GeForce. Con GeForce 3, la empresa introdujo la funcionalidad de sombreado programable en su arquitectura 3D, en consonancia con el lanzamiento de DirectX 8.0 de Microsoft. La GeForce 4 Ti fue una mejora de la tecnología GeForce 3. Con el avance continuo de la tecnología de gráficos 3D en tiempo real, el lanzamiento de DirectX 9.0 trajo un mayor refinamiento de la tecnología de canalización programable con la llegada de Shader Model 2.0. La serie GeForce FX es la primera generación de hardware compatible con Direct3D 9 de Nvidia.
La serie se fabricó con el proceso de fabricación de 130 nm de TSMC. Es compatible con Shader Model 2.0/2.0A, lo que permite una mayor flexibilidad en programas complejos de shader/fragment y una precisión aritmética mucho mayor. Es compatible con una serie de nuevas tecnologías de memoria, incluidas DDR2, GDDR2 y GDDR3, y vio la primera implementación de Nvidia de un bus de datos de memoria de más de 128 bits. La implementación del filtrado anisotrópico tiene una calidad potencialmente mayor que los diseños anteriores de Nvidia. Se han mejorado los métodos de suavizado y hay modos adicionales disponibles en comparación con GeForce 4. Se han mejorado el ancho de banda de la memoria y los mecanismos de optimización de la tasa de llenado. Algunos miembros de la serie ofrecen doble tasa de llenado en pases de solo z-buffer /stencil.
La serie también trajo mejoras al hardware de procesamiento de video de la compañía, en forma de Video Processing Engine (VPE), que se implementó por primera vez en GeForce 4 MX. La adición principal, en comparación con las GPU Nvidia anteriores, fue el desentrelazado de video por píxel.
La versión inicial de la GeForce FX (la 5800) fue una de las primeras tarjetas en venir equipada con un enfriador grande de dos ranuras. Llamado "Flow FX", el enfriador era muy grande en comparación con el enfriador pequeño de una sola ranura de ATI en la serie 9700. Se lo denominó en broma "Dustbuster", debido al alto nivel de ruido del ventilador.
La campaña publicitaria de la GeForce FX presentó Dawn, que fue el trabajo de varios veteranos de la animación por computadora Final Fantasy: The Spirits Within. Nvidia lo promocionó como "El amanecer de la informática cinematográfica".
Nvidia debutó con una nueva campaña para motivar a los desarrolladores a optimizar sus títulos para el hardware de Nvidia en la Game Developers Conference (GDC) en 2002. A cambio de mostrar de forma destacada el logotipo de Nvidia en el exterior del paquete del juego, la empresa ofreció acceso gratuito a un laboratorio de pruebas de última generación en Europa del Este, que probó la compatibilidad con 500 configuraciones de PC diferentes. Los desarrolladores también tuvieron amplio acceso a los ingenieros de Nvidia, quienes ayudaron a producir código optimizado para los productos de la empresa.
El hardware basado en el proyecto NV30 no se lanzó hasta finales de 2002, varios meses después de que ATI lanzara su arquitectura DirectX 9 de la competencia.

## Rendimiento global

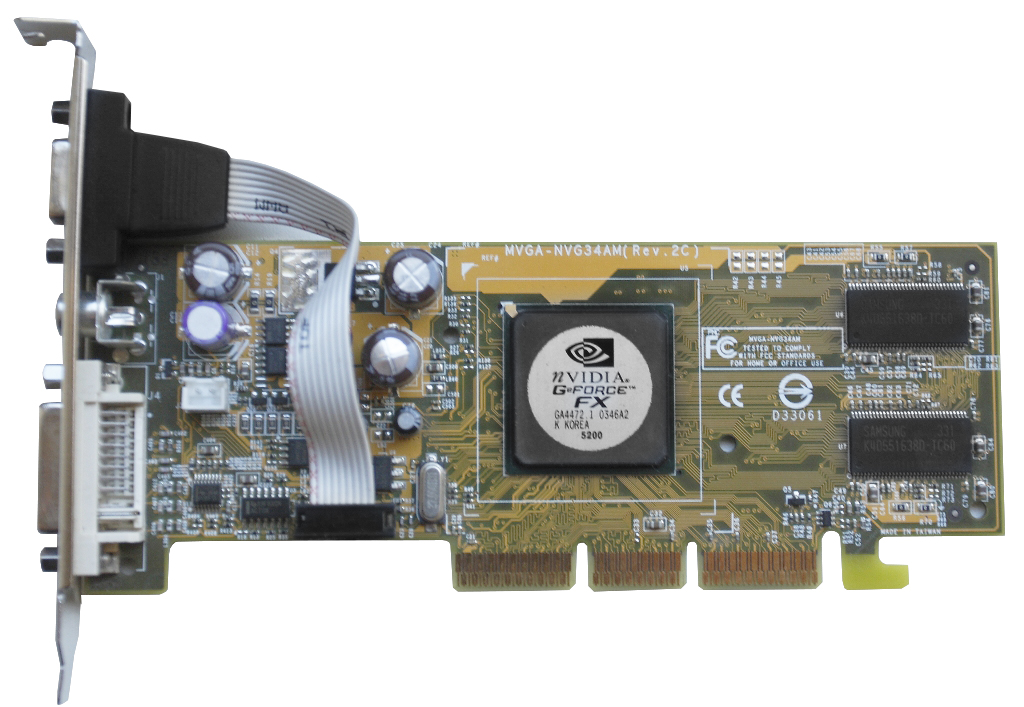
GeForce FX 5200

GeForce FX es una arquitectura diseñada con el software DirectX 7, 8 y 9 en mente. Su rendimiento para DirectX 7 y 8 fue generalmente igual al de los productos de la competencia de ATI con las versiones principales de los chips, y algo más rápido en el caso de los modelos 5900 y 5950, pero es mucho menos competitivo en toda la gama de software que utiliza principalmente Características de DirectX 9.
Su bajo rendimiento en el procesamiento de programas Shader Model 2 se debe a varios factores. El diseño de NV3x tiene menos paralelismo general y rendimiento de cálculo que sus competidores. Es más difícil, en comparación con las series GeForce 6 y ATI Radeon R300, lograr una alta eficiencia con la arquitectura debido a las debilidades de la arquitectura y la gran dependencia resultante en el código de sombreado de píxeles optimizado. Si bien la arquitectura cumplía en general con la especificación DirectX 9, se optimizó para el rendimiento con código de sombreado de 16 bits, que es inferior al mínimo de 24 bits que requiere el estándar. Cuando se utiliza un código de sombreado de 32 bits, el rendimiento de la arquitectura se ve seriamente afectado. El orden adecuado de las instrucciones y la composición de las instrucciones del código de sombreado son fundamentales para aprovechar al máximo los recursos computacionales disponibles.

## Actualizaciones de hardware y diversificación

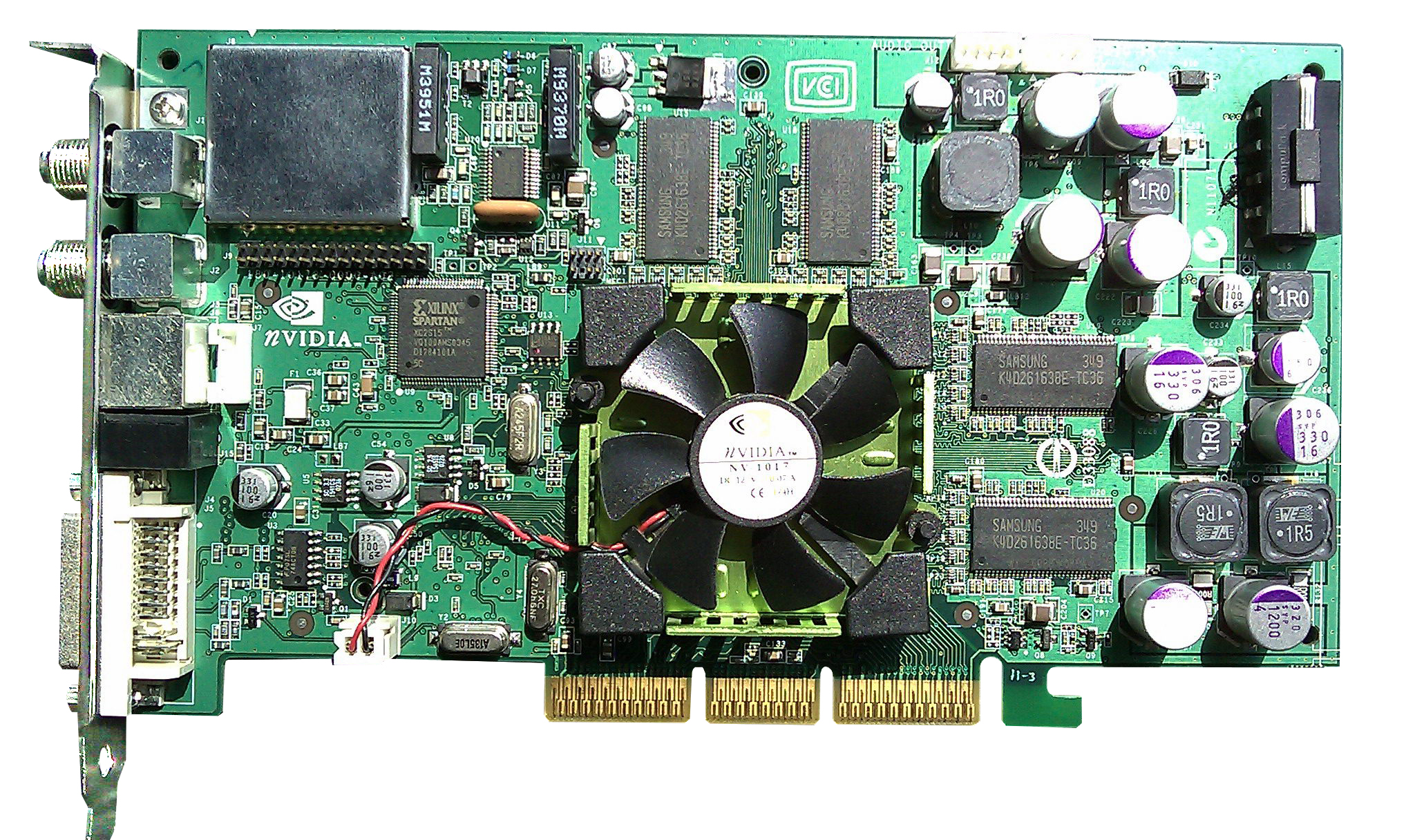
Cine personal FX 5700

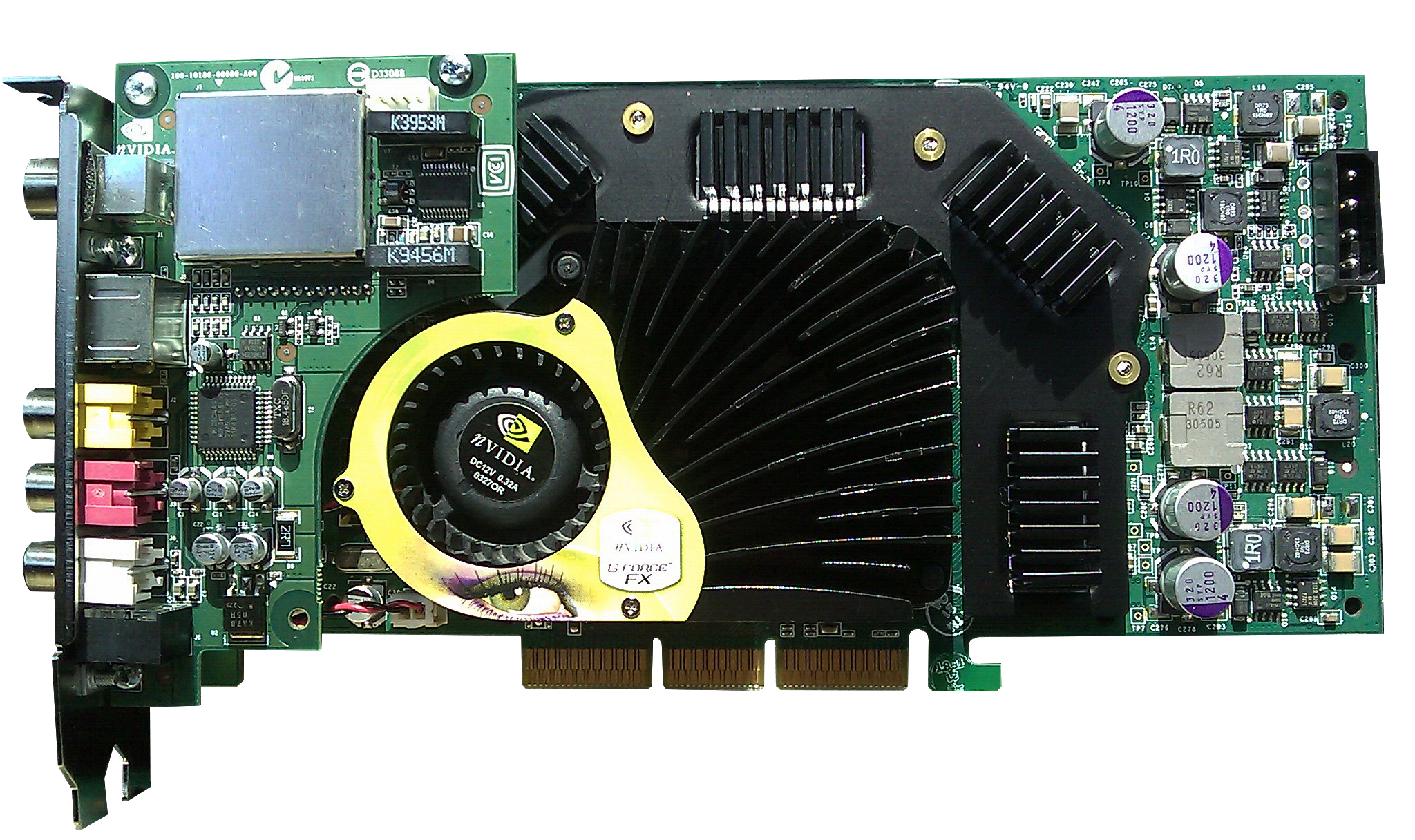
Cine personal FX 5900 Ultra

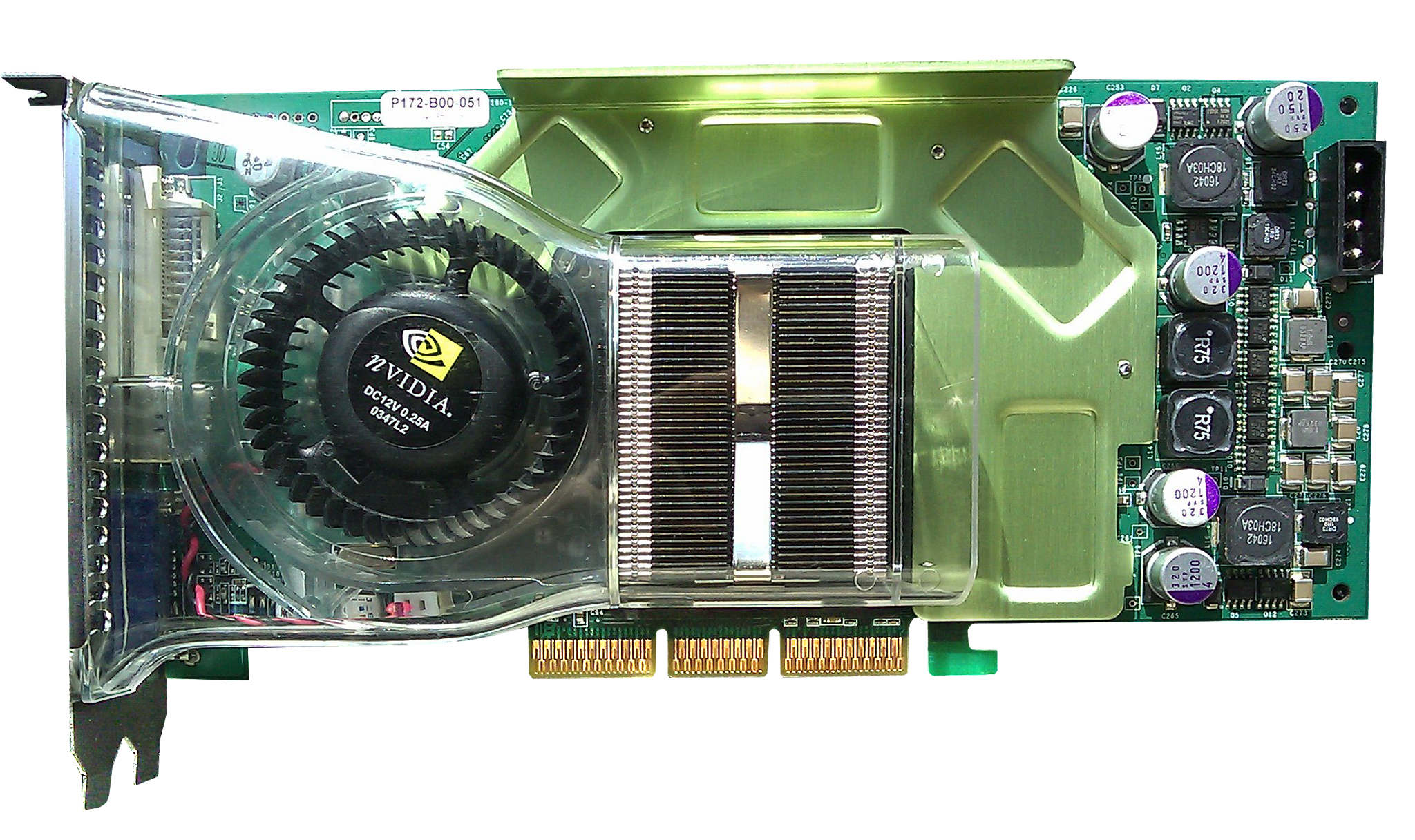
GeForce FX 5950 Ultra

El lanzamiento inicial de Nvidia, la GeForce FX 5800, fue concebida como una pieza de gama alta. En ese momento, no había productos GeForce FX para los demás segmentos del mercado. La GeForce 4 MX continuó en su papel como la tarjeta de video económica y las tarjetas GeForce 4 Ti más antiguas ocuparon el rango medio.
En abril de 2003, la empresa presentó la GeForce FX 5600 y la GeForce FX 5200 para abordar los otros segmentos del mercado. Cada uno tenía una variante "Ultra" y una variante más lenta y económica y todos usaban soluciones de enfriamiento convencionales de una sola ranura. La 5600 Ultra tuvo un rendimiento respetable en general, pero fue más lenta que la Radeon 9600 Pro y, a veces, más lenta que la serie GeForce 4 Ti. La FX 5200 no funcionó tan bien como la GeForce 4 MX440 o la Radeon 9000 Pro de la generación DirectX 7.0 en algunos puntos de referencia.
En mayo de 2003, Nvidia lanzó la GeForce FX 5900 Ultra, un nuevo producto de gama alta para reemplazar a la decepcionante y de bajo volumen FX 5800. Basado en una GPU revisada llamada NV35, que corrigió algunas de las deficiencias de DirectX 9 de la NV30 descontinuada, este producto era más competitivo con Radeon 9700 y 9800. Además de rediseñar partes de la GPU, la compañía pasó a un bus de datos de memoria de 256 bits, lo que permitió un ancho de banda de memoria significativamente mayor que el 5800 incluso cuando se utiliza DDR SDRAM más común en lugar de DDR2. La 5900 Ultra se desempeñó un poco mejor que la Radeon 9800 Pro en juegos que no usaban mucho el shader model 2 y tenía un sistema de enfriamiento más silencioso que la 5800.
En octubre de 2003, Nvidia lanzó la GeForce FX 5700 y la GeForce FX 5950. La 5700 era una tarjeta de gama media que usaba la GPU NV36 con tecnología de NV35, mientras que la 5950 era una tarjeta de gama alta que usaba la GPU NV35 pero con una velocidad de reloj adicional. El 5950 también presentó una versión rediseñada del enfriador FlowFX del 5800, esta vez con un ventilador más grande y más lento y, como resultado, un funcionamiento mucho más silencioso. La 5700 proporcionó una fuerte competencia para la Radeon 9600 XT en juegos limitados al uso ligero del modelo de sombreado 2. La 5950 fue competitiva con la Radeon 9800 XT, siempre y cuando los sombreadores de píxeles se usaran ligeramente.
En diciembre de 2003, la empresa lanzó la GeForce FX 5900XT, una tarjeta gráfica destinada al segmento de gama media. Era similar al 5900 Ultra, pero funcionaba más lento y usaba una memoria más lenta. Compitió más a fondo con Radeon 9600 XT, pero aún estaba atrasado en algunos escenarios de sombreado intenso.
La línea GeForce FX pasó a PCI Express a principios de 2004 con varios modelos, incluidos PCX 5300, PCX 5750, PCX 5900 y PCX 5950. Estas tarjetas eran en gran medida las mismas que sus predecesoras AGP con números de modelo similares. Para operar en el bus PCIe, un chip " Puente HSI " de AGP a PCIe en la tarjeta de video convirtió las señales PCIe en señales AGP para la GPU.
También en 2004, la serie GeForce FX 5200/5300 que utilizaba la GPU NV34 recibió un nuevo miembro con la FX 5500.

## Soporte discontinuado
NVIDIA ha dejado de admitir controladores para la serie GeForce FX.
- Windows 9x y Windows Me: 81.98 lanzado el 21 de diciembre de 2005; Descargar;

Lista de soporte de productos Windows 95/98/Me – 81.98.
- Windows 2000, Windows XP de 32 bits y Media Center Edition: 175.19 lanzado el 23 de junio de 2008; Descargar (Lista de productos admitidos también en esta página)

Tenga en cuenta que se sabe que el controlador 175.19 interrumpe Windows Remote Desktop (RDP). La última versión antes del problema es la 174.74. Aparentemente se arregló en 177.83, aunque esta versión no está disponible para las tarjetas gráficas GeForce 5. También vale la pena señalar que 163.75 es el último buen controlador conocido, que maneja correctamente el ajuste de las propiedades de color de superposición de video para la serie GeForce FX. Los controladores WHQL posteriores no manejan toda la gama de posibles ajustes de superposición de video (169.21) o no tienen ningún efecto sobre ellos (175.xx).
- Windows XP (32 bits): 175.40 lanzado el 1 de agosto de 2008; Descargar
- Windows Vista: 96.85 lanzado el 17 de octubre de 2006; Descargar;

Lista de soporte de productos Windows Vista – 96.85.
- Windows Vista: 97.34 lanzado el 21 de noviembre de 2006; Descargar